# Ipomoea setosa

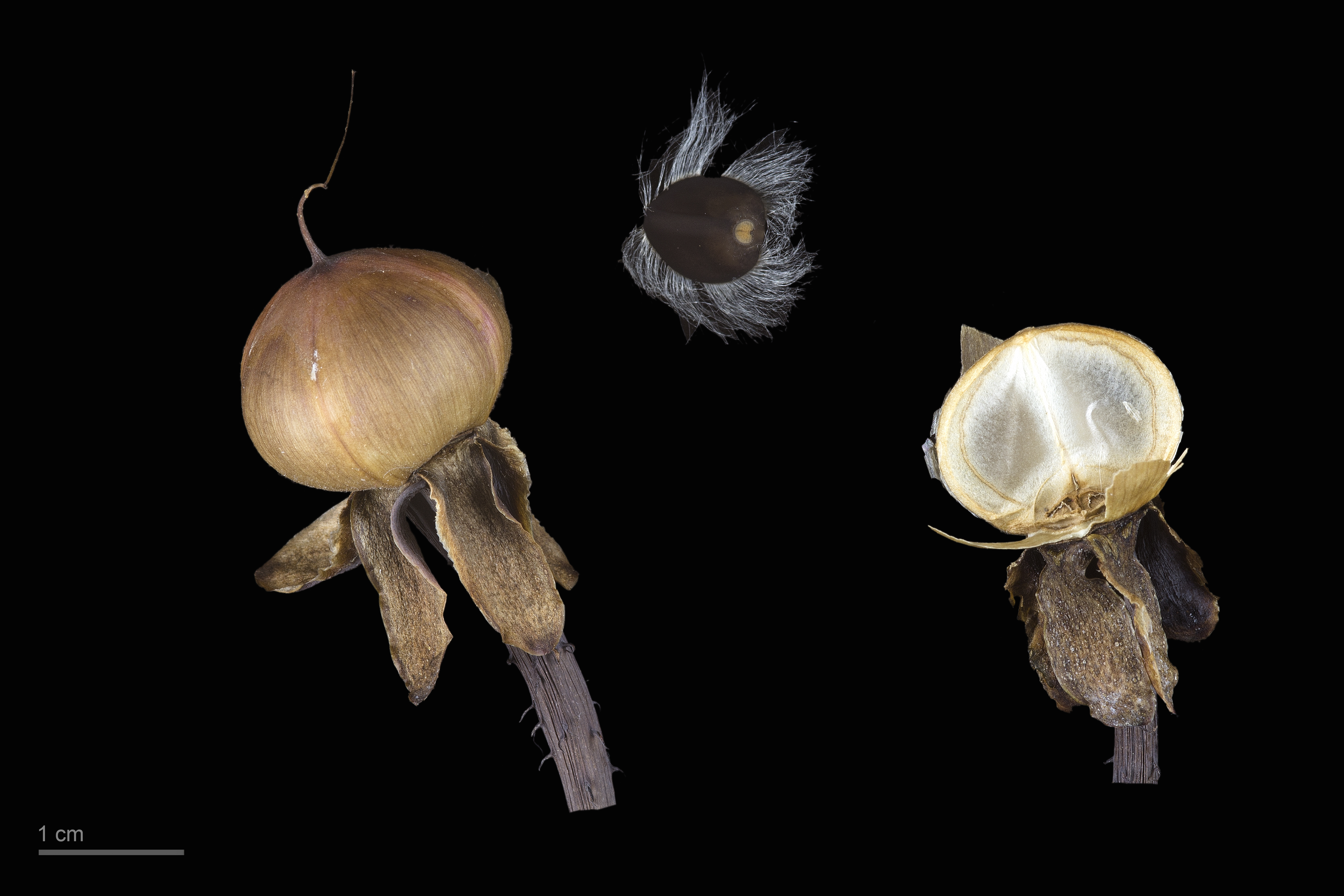
Ipomoea setosa - MHNT

Ipomoea setosa es una especie fanerógama de la familia Convolvulaceae.

## Clasificación y descripción de la especie
Enredadera voluble, herbácea o lignescente, perenne, setosa; tallos ramificados, lisos o estriados; hoja palmadamente lobada, de 10 a 30 cm de largo, de 10 a 26(32) cm de ancho; inflorescencia con 1 a 6 flores; sépalos desiguales, elípticos, de 1.3 a 2 cm de largo, los exteriores subcoriáceos, los interiores membranáceos; corola con forma de embudo (infundibuliforme), de 5 a 9(11) cm de largo, de color lila; el fruto es una cápsula subglobosa, de 1.1 a 1.4 cm (de largo y ancho, bilocular, con 4 semillas 4, de 5 a 7 mm de diámetro, glabras, los pelos blancos, de hasta 10 mm de largo.

## Distribución de la especie
En México se encuentra en zonas húmedas de la región de la costa del Pacífico y de la Sierra Madre del Sur, en particular en Michoacán, también se ha reportado en Yucatán. Su distribución llega hasta Sudamérica (Bolivia, Brasil y Argentina.

## Ambiente terrestre
Se desarrolla principalmente en bosque tropical subcaducifolio y caducifolio. Prospera a una altitud de 50 a 600 m. Florece de agosto a diciembre.

## Estado de conservación
No se encuentra bajo ningún estatus de protección.